# 南阳新村街道
南阳新村街道，是中华人民共和国河南省郑州市金水区下辖的一个乡镇级行政单位。

## 行政区划
南阳新村街道下辖以下地区：
南丰社区、丰乐社区、群英社区、东风社区、富田社区、荣华社区、翠花社区、三北社区、小孟砦社区、大桥社区、新村社区和丰二社区。